# Kopalnia Węgla Kamiennego Porąbka-Klimontów
Kopalnia Węgla Kamiennego Porąbka-Klimontów – kopalnia węgla kamiennego w Sosnowcu, działająca w latach 1851–1998.

## Historia
W 1851 r. powstała kopalnia „Ignacy”, której właścicielem był Jacek Siemieński, a od 1864 r. – Gustaw von Kramsta. W 1890 r. zakład przejęło Towarzystwo Kopalń i Zakładów Hutniczych w Sosnowcu. W latach 90. XIX w. jego nazwę zmieniono na „Mortimer”. Nazwy „Ignacy” używano ponownie w latach 1920–1927, by następnie ponownie przemianować kopalnię na „Mortimer”. W 1933 r., w czasie Wielkiego Kryzysu, wydobycie wstrzymano, a wyrobiska zatopiono. W 1942 r. eksploatację wznowił niemiecki koncern Preussag A.G. Wówczas zakład nosił nazwę „Bismarck III”. W 1945 r. kopalnia „Mortimer” została włączona do Dąbrowskiego Zjednoczenia Przemysłu Węglowego. W latach 1945–1950 dokonano połączenia kopalń „Mortimer” i „Klimontów” (1908-1974 r.) pod nazwą „Klimontów-Mortimer”. Od 1951 r. kopalnie „Mortimer” i „Klimontów” działały oddzielnie. W 1957 r. podjęto decyzję o budowie kopalni „Porąbka”, a w kolejnym roku kopalnie „Mortimer” i „Porąbka” połączono, tworząc KWK „Mortimer-Porąbka”. W 1974 r. doszło do połączenia kopalni „Mortimer-Porąbka” i „Klimontów” w jeden trzyruchowy zakład o nazwie KWK „Czerwone Zagłębie” (Ruch I „Jadwiga”, Ruch II „Józef” i Ruch III „Klimontów”). W 1992 r. zmieniono nazwę kopalni na „Porąbka-Klimontów”. Od 1 marca 1993 r. funkcjonowała jako jednoosobowa spółka Skarbu Państwa. Ostatecznie kopalnia zakończyła eksploatację 31 grudnia 1998 r. Szyby zostały zasypane, a jej likwidację zakończono 31 grudnia 2000 r.
21 sierpnia 2000 r. KWK „Porąbka Klimontów" S.A., wraz z likwidowanymi kopalniami KWK „Jan Kanty" S.A., KWK „Saturn” S.A., KWK „Sosnowiec" S.A. i KWK „Żory" S.A. w likwidacji, weszła w skład nowo utworzonej Spółki Restrukturyzacji Kopalń S.A..

## Eksploatacja
Początkowo wydobycie prowadzono metodą odkrywkową. W 1880 r. zakończono budowę szybu „Mortimer” o głębokości 230 m. W latach 1952–1956 wybudowano szyb wydobywczy „Ryszard” (592 m), a w latach 1948–1959 szyb zjazdowo-podsadzkowy „Józef” (495 m). W tym okresie powstały także szyby: „Jakub” (wentylacyjny), „Jadwiga” (materiałowo-zjazdowy), „Leśny” (podsadzkowy), „Franciszek” (wentylacyjny), „Południowy” (wentylacyjno-podsadzkowy). Wydobycie prowadzono wówczas na poziomach 340 m i 470 m. Po 1974 r. eksploatację prowadzono na poziomach 420 m, 470 m, 500 m i 550 m z wykorzystaniem szybów „Ryszard”, „Mariusz” i „Jan”. Na obszarze górniczym kopalni eksploatowano pokłady: 349, 404/1, 404/2, 404/3, 409, 418 i 510 w strefie głębokościowej od 0 do ok. 550 m. Eksploatacja w pokładach grupy 300 i 400 z uwagi na zmienne zaleganie, prowadzona była fragmentarycznie, niekiedy pojedynczymi ścianami lub pokłady te rozpoznane zostały jedynie wyrobiskami korytarzowymi. Główną bazę zasobową kopalni stanowił pokład 510 o miąższości 13–19 m”. Maksymalną wielkość rocznej produkcji kopalnia osiągnęła w 1979 r. Wydobyto wówczas ok. 4,2 mln t węgla.